# Нельсон, Кэй
Кэ́трин Гве́ндолин «Кэй» Не́льсон (англ. Kathryn Gwendolyn «Kay» Nelson), в девичестве — Буша́р (англ. Bushard; 14 сентября 1909, США — 1 сентября 2003, Антиок, Калифорния, США) — американский художник по костюмам

. Номинантка на премию «Оскар» (1950) в номинации «Лучший дизайн костюмов (цветные фильмы)» за фильм «Мать — первокурсница» (1949).

## Биография и карьера
Кэй Нельсон, урождённая Кэтрин Гвендолин Бушар, родилась 14 сентября 1909 года в США. 30 сентября 1927 года она вышла замуж за Мориса Эмери Нельсона, у них родилось двое детей, сын Морис Эмери Нельсон-младший (умер до 2015 года) и дочь Карен Элизабет Нельсон (в замужестве Мейсон; 16.02.1936—25.02.2015), после чего они развелись.
Нельсон была голливудским художником по костюмам в «20th Century Fox», чьим первым фильмом стала комедия «В комнате Мейбл» в 1944 году. В течение следующих 17 лет она предоставила костюмы для таких фильмов, как «Бог ей судья» (1945), «Бумеранг!», «Чудо на 34-й улице» и «Джентльменское соглашение» (все в 1947) и «Письмо трём жёнам» (1949).
В «20th Century Fox» она работала под руководством Чарльза ЛеМейера, который собрал талантливое отделение художников по костюмам, в том числе Рене Юбера, Бонни Кашин и Олега Кассини.
27 марта 1949 года она вышла замуж за Лайла Р. Уилера, художественного руководителя «20th Century Fox», с которым развелась через несколько лет.
Она была номинирована на премию «Оскар» (1950) в номинации «Лучший дизайн костюмов (цветные фильмы)» за «Мать — первокурсницу» (1949).
Её последним фильмом стала британская криминальная драма «Метка» в 1961 году.
27 декабря 1962 года Нельсон вышла замуж в третий раз за Лоренса С. Хауэлла, оставшись в этом браке вдовой. Она умерла 1 сентября 2003 года в Антиоке (штат Калифорния, США), не дожив 13 дней до своего 94-летия.

## Избранная фильмография
- 1945 — «Площадь похмелья» / Hangover Square
- 1945 — «Бог ей судья» / Leave Her to Heaven
- 1946 — «Шок» / Shock
- 1946 — «Тёмный угол» / The Dark Corner
- 1946 — «Где-то в ночи» / Somewhere in the Night
- 1947 — «Бумеранг!» / Boomerang
- 1947 — «Чудо на 34-й улице» / Miracle on 34th Street
- 1947 — «Джентльменское соглашение» / Gentleman's Agreement
- 1948 — «Бессмысленный триумф» / Hollow Triumph (дизайнер гардероба: мисс Беннетт)
- 1948 — «Звонить: Нортсайд 777» / Call Northside 777
- 1948 — «Ловко устроился» / Sitting Pretty
- 1948 — «Улица без названия» / The Street with No Name
- 1948 — «Придорожное заведение» / Road House
- 1949 — «Письмо трём жёнам» / A Letter to Three Wives
- 1949 — «Воровское шоссе» / Thieves' Highway
- 1952 — «Программа Джека Бенни» / The Jack Benny Program (1 эпизод)
- 1954 — «Свидетель убийства» / Witness to Murder (платья)
- 1955 — «Жестокая суббота» / Violent Saturday
- 1955 — «Длинноногий папочка» / Daddy Long Legs (дизайнер современного гардероба)